# 藤井克久
藤井 克久（ふじい かつひさ、1972年8月15日 - ）は、日本の実業家、元総合格闘家、元男性プロレスラー。広島県福山市出身。CORE所属。

## 来歴
小・中学校にて柔道を、倉敷高校、東洋大学ではレスリングを経験。大学卒業後、修斗の道へ進んだ。
1997年、修斗にて総合格闘家デビュー。以後、UFC、パンクラス、DEEP、PRIDE、リングス、MARSなどさまざまな大会に参戦した。
2002年、小川直也の練習相手を務めるようになり、同年11月にUFOへ入団、小川に弟子入りした。
2004年にはPRIDE武士道へ参戦するとともにZERO-ONEへも登場し、プロレスラーとしての活動をスタートさせた。ZERO-ONE参戦後の2004年5月17日、小川によって藤井 克久から藤井 軍鶏侍へ強制的にリングネームを変更させられた。小川は当初、「おまえ広島だから藤井もみじまんじゅう!!にしろ!」と命令、これを受けた藤井は「それだけはこらえてください」と嘆願し、「じゃあ藤井しゃもじだな!」という経緯で決定。強く見えるようにと”しゃもじ”に漢字をあて、以降このリングネームを用いた。
2004年6月28日のハッスルハウス以降、ハッスルの常連レスラーとして登場。しかし2006年3月31日をもって小川のもとを離れハッスルからも離脱した。これを機にリングネームを藤井克久に戻し、総合格闘技へ復帰。ハッスルではうつ伏せ状態の対戦相手に対し、コーナーポストからダイビングエルボーを狙うが、なぜか相手に近いコーナーポストの対角線上の方へ登り、5メートル近く離れた標的をめがけエルボーを放つが届かず手前で落ちてしまう、などのボケキャラであった。
2005年11月23日、U-STYLE Axisにて佐々木恭介と対戦し、ジャーマン・スープレックスでTKO勝ちを収めた。
2009年6月7日、リングネームを本名でもある藤井 勝久に変更し、6年8か月ぶりにパンクラスへ参戦。チェ・ムベと対戦し判定負けを喫する。
2010年2月28日、DEEP46 IMPACTの初代DEEPライトヘビー級王者決定トーナメント1回戦で野地竜太と対戦し、パウンドでTKO負けを喫する。試合後のリング上で藤井は「今日をもって新しい人生を進むことにしました」と引退を表明。
引退後は、実業家として六本木最大級ナイトクラブ「V2 TOKYO」などを経営する株式会社RUBY代表取締役に就任した。

## リングネーム
藤井が現在、過去に用いたことがあるリングネーム
- 藤井克久（ふじい かつひさ）
- 藤井軍鶏侍（ふじい しゃもじ） - 小川の弟子だった頃に使用していた。
- 藤井男魂（ふじい おたま） - おたまを模した覆面をかぶる覆面レスラーとして。
- 藤井勝久（ふじい かつひさ）

## その他
2005年10月に導入された「CRフィーバー暴走王小川直也」では、大当たりラウンド中の確変を賭けたバトルの対戦相手としてグレートデビルとともに登場。藤井軍鶏侍が登場すれば、高い確率変動が期待できる。

## 戦績
| 総合格闘技 戦績 | 総合格闘技 戦績 | 総合格闘技 戦績 | 総合格闘技 戦績 | 総合格闘技 戦績 | 総合格闘技 戦績 | 総合格闘技 戦績 |
| --------------- | --------------- | --------------- | --------------- | --------------- | --------------- | --------------- |
| 27 試合         | (T)KO           | 一本            | 判定            | その他          | 引き分け        | 無効試合        |
| 9 勝            | 3               | 3               | 3               | 0               | 1               | 0               |
| 17 敗           | 6               | 6               | 5               | 0               | 1               | 0               |

| 勝敗 | 対戦相手                         | 試合結果                          | 大会名                                                                              | 開催年月日     |
| ×    | 野地竜太                         | 1R 3:18 TKO（パウンド）           | DEEP 46 IMPACT 【ライトヘビー級王者決定トーナメント 1回戦】                         | 2010年2月28日  |
| ×    | チェ・ムベ                       | 5分2R終了 判定0-3                 | PANCRASE 2009 CHANGING TOUR                                                         | 2009年6月7日   |
| ×    | イ・サンス                       | 1R 4:36 TKO（スタンドパンチ連打） | 日韓親善国際格闘技大会 GLADIATOR                                                    | 2008年8月16日  |
| ×    | ジェシー・ギブス                 | 1R 1:34 KO（膝蹴り）              | DEEP M-1 チャレンジ 5 in JAPAN 【チーム・オランダ vs. チーム・ジャパン +93kg級戦】  | 2008年7月17日  |
| ×    | アフメド・スルタノフ             | 1R 腕ひしぎ十字固め               | M-1 Challenge 2: Russia 【チーム・ロシア・レギオン vs. チーム・ジャパン +93kg級戦】 | 2008年4月3日   |
| ×    | 滑川康仁                         | 5分2R終了 判定0-2                 | DEEP 32 IMPACT                                                                      | 2007年10月9日  |
| ○    | 桜木裕司                         | 5分2R終了 判定2-0                 | DEEP GLOVE                                                                          | 2007年7月26日  |
| ×    | 濱田順平                         | 5分2R終了 判定1-2                 | MARS 06 "RAPID FIRE"                                                                | 2006年12月22日 |
| ×    | エルヴィス・シノシック           | 1R 腕ひしぎ十字固め               | XPLOSION SUPER FIGHT 14                                                             | 2006年8月18日  |
| ×    | イゴール・ボブチャンチン         | 1R 4:02 TKO（スタンドパンチ連打） | PRIDE 武士道 -其の伍-                                                               | 2004年10月14日 |
| ○    | キム・ジン・オー                 | 1R 2:58 チョークスリーパー        | PRIDE 武士道 -其の参-                                                               | 2004年5月23日  |
| ○    | 高田浩也                         | 5分3R終了 判定2-0                 | PANCRASE 2002 SPIRIT TOUR                                                           | 2002年9月29日  |
| ×    | イリューヒン・ミーシャ           | 1R 5:45 フロントチョーク          | プレミアムチャレンジ                                                                | 2002年5月6日   |
| ○    | マイク・トーマス                 | 1R 膝十字固め                     | Tropical Fights 3                                                                   | 2002年2月19日  |
| ×    | 横井宏考                         | 5分3R終了 判定0-3                 | リングス WORLD TITLE SERIES GRAND-FINAL                                             | 2002年2月15日  |
| ×    | 高橋義生                         | 1R 1:12 KO（パンチ）              | PANCRASE 2001 PROOF TOUR 【ヘビー級王者決定トーナメント 決勝】                      | 2001年12月1日  |
| ○    | 渋谷修身                         | 5分3R終了 判定3-0                 | PANCRASE 2001 PROOF TOUR 【ヘビー級王者決定トーナメント 準決勝】                    | 2001年9月30日  |
| ○    | ジェイソン・デルーシア           | 1R終了時 TKO（左膝の負傷）        | PANCRASE 2001 PROOF TOUR 【ヘビー級王者決定トーナメント 1回戦】                     | 2001年9月30日  |
| ×    | アントニオ・ホジェリオ・ノゲイラ | 1R 3:59 腕ひしぎ十字固め          | DEEP2001 in YOKOHAMA                                                                | 2001年8月18日  |
| ×    | マルセロ・タイガー               | 2R 2:27 チョークスリーパー        | DEEP2001                                                                            | 2001年1月8日   |
| △    | ジェイソン・デルーシア           | 15分1R終了 判定0-0                | PANCRASE 2000 TRANS TOUR                                                            | 2000年12月4日  |
| ○    | ジョニー・ハスキー               | 1R 1:40 V1アームロック            | PANCRASE 2000 TRANS TOUR                                                            | 2000年10月31日 |
| ×    | 山本喧一                         | 1R 4:15 膝十字固め                | UFC 23: Ultimate Japan 2 【ミドル級トーナメント 決勝】                              | 1999年11月19日 |
| ○    | 矢野倍達                         | 2R 3:12 TKO（スタンドパンチ連打） | UFC 23: Ultimate Japan 2 【ミドル級トーナメント 1回戦】                             | 1999年11月19日 |
| ×    | 佐藤耕平                         | 1R 4:05 TKO（パンチ連打）         | III 修斗 the Renaxis 1999                                                           | 1999年7月16日  |
| ○    | ダニエル・コニアン               | 1R 0:44 TKO（パンチ連打）         | 修斗                                                                                | 1997年4月6日   |
| ×    | デビッド・パルヒ                 | 1R 0:55 TKO（タオル投入）         | SuperBrawl 2 【ミドル級トーナメント 1回戦】                                         | 1996年10月11日 |
| ×    | 桜井隆多                         | 3分2R終了 判定                    | ザ・トーナメント・オブ・J '96 【1回戦】                                             | 1996年3月30日  |